# Dancing Beethoven
Dancing Beethoven es un documental español de 2017 dirigido por Arantxa Aguirre sobre la recuperación del ballet del siglo XX de la coreografía de Maurice Béjart. Fue estrenada el 28 de abril de 2017.
Tardó 9 meses en ser rodada, y está estructurada en cuatro movimientos.

## Argumento
Narra la preparación de la Novena Sinfonía de Beethoven, que fue presentada por el Béjart Ballet Lausanne y el Ballet de Tokio, acompañado por la Orquesta Filarmónica de Israel, dirigida por Zubin Mehta.

## Reparto
- Malya Roman
- Julien Favreau
- Elisabet Ros
- Kateryna Shalkina
- Óscar Chacón
- Gil Roman como un miembro del Béjart Ballet Lausanne.
- Kathleen Thielhem
- Masayoshi Onuki.
- Alanna Archibald como una bailarina.
- Simon Hoffman como un chelista.
- Zubin Mehta como el director de la orquesta.

## Críticas
Florence Millioud-Henriques, de Tribune de Genève lo ha definido como un himno a la esperanza; Rocío García, del periódico El País como un canto a la armonía y la belleza; Andrés Ibáñez Segura, de la sección cultural del periódico ABC como profundo y conmovedor; y la Film Society Lincoln Center como una combinación excitante de danza y música.
Miguel Ángel Barroso, de la Revista Visión Media, ha comentado lo siguiente: 

Dancing Beethoven, en una pieza de cine única, no solo dentro del panorama nacional, sino en el mundo entero… un regalo a conservar… una escritura cinematográfica, que es un prodigio de soltura, de personalidad, de libertad interior.

## Premios
Premios Goya
| Año  | Categoría                 | Resultado |
| ---- | ------------------------- | --------- |
| 2017 | Mejor película documental | Nominada  |

Premios Platino
| Año  | Categoría                 | Resultado |
| ---- | ------------------------- | --------- |
| 2018 | Mejor película documental | Nominada  |